# Piila
Piila – wieś w Estonii, w prowincji Saare, w gminie Kaarma. Pod koniec 2004 roku wieś zamieszkiwały 42 osoby.